# لیگ دسته اول فوتبال اوکراین
لیگ دسته اول فوتبال اوکراین (اوکراینی: Перша ліга) دومین لیگ معتبر فوتبال در کشور اوکراین است که در سال ۱۹۹۱ بنیان‌گذاری شده و زیر نظر فدراسیون فوتبال اوکراین برگزار می‌شود.